# Останкино (телецентр)
Телевизио́нный техни́ческий центр «Оста́нкино» — организация Министерства цифрового развития, связи и массовых коммуникаций Российской Федерации в форме федерального государственного унитарного предприятия, осуществляющая техническую часть подготовки и выпуска теле- и радиопередач. В распоряжении данного предприятия находится программный радиотелецентр, включающий два аппаратно-студийных комплекса (насчитывающие в общей сложности 60 студий и большую концертную студию) и несколько передвижных телестанций.

## История

### Ранняя история (1939—1940)
Создан 10 марта 1939 года в рамках Наркомата связи СССР как Московский телевизионный центр, единственная студия которого, аппаратная и помещение с телевизионным радиопередатчиками разместились в только что построенном здании. В октябре 1940 года передан Комитету радиофикации и радиовещания СНК СССР. В МТЦ разместились его редакции, административно-управленческий персонал, включая кабинет его директора из МТЦ через антенны установленные на его телевизионной башне вещала единственная на тот момент в Москве телевизионная программа.

### В составе Министерства связи СССР (1950—1960)
1 января 1950 года вновь был передан Министерству связи СССР, а творческая часть была выделена в Отдел телевизионного вещания оставшегося в рамках Комитета радиоинформации СНК СССР, через год реорганизованный в ЦСТ. В 1957 году был построен второй корпус МТЦ и была открыта вторая студия. Из аппаратно-студийного комплекса МТЦ вещали первая, а 1956 года также и московская программы из аппаратной АСК с 1956 года выходили в эфир Последние известия, с 1960 года — Телевизионные новости, а также вещали дикторские вставки и выдавались в эфир фильмы с антенн установленной на телевизионной башне МТЦ осуществлялась передача телевизионных программ посредством радиоволн, здесь же находились программная дирекция и тематические редакции ЦСТ с середины 1960-х годов— Главная дирекция программ и тематические главные редакции ЦТ, её административно-управленческий аппарат, включая кабинет её директора и административно-управленческий аппарат МТЦ.

### Подведомственное предприятие Гостелерадио СССР (1960—1991)
12 августа 1960 года Московский телевизионный центр был передан Гостелерадио СССР, передающие телевизионные станции и станции УКВ-ЧМ-вещания, а также антенно-фидерные устройства были оставлены в составе Министерства связи СССР и были реорганизованы в Московскую радиопередающую станцию телевидения. 22 апреля 1964 года дана команда на строительство телецентра, 4 ноября 1967 года телецентр был возведён. 5 ноября 1967 года в ознаменование полувековой годовщины Октябрьской революции 1917 г. Московскому телевизионному центру был передан построенный в том же году аппаратно-студийный комплекс на ул. Академика Королёва, 12, ставший АСК-1, аппаратно-студийный комплекс на ул. Шаболовка, 37, в котором к тому времени было уже 6 аппаратно-студийных блоков, в котором остались главная редакция научно-популярных и образовательных программ и главная редакция программ для детей и их студии, стал АСК-2, сам Московский телевизионный центр был переименован в Телевизионный технический центр имени 50-летия Октября.
В аппаратно-студийных блоках и блоках видеозаписи трёхэтажного студийного корпуса осуществлялась подготовка передач Центрального телевидения, производство и озвучивание собственных фильмов и мультфильмов Творческого объединения «Экран», дубляж иностранных фильмов и мультфильмов Главной редакцией кинопрограмм ЦТ. В десятиэтажном редакционном блоке (изначально планировалась постройка 26-этажного здания АСК) размещались главная дирекция программ ЦТ, тематические главные редакции ЦТ, редакторские группы студий творческого объединения «Экран» (позднее — ТПО «Союзтелефильм»), административно-управленческий аппарат Телевизионного технического центра. Из его аппаратно-программных блоков осуществлялась выдача в эфир программ Центрального телевидения, прямая передач дикторского текста в новостях и информационной программе «Время» и между передачами по 1-й и 2-й программам Центрального телевидения, из его аппаратно-программных блоков телекино — выдача в эфир фильмов и мультфильмов по программам Центрального телевидения. Передвижными телевизионными станциями ТТЦ осуществлялись трансляции телевизионных концертов с участием зрителей из концертной студии ТТЦ и прочих концертных залов, съёмки телевизионные спектаклей из телевизионного театра, съёмки спектаклей из прочих театров, прямые трансляции различных мероприятий, в том числе спортивных мероприятий со стадионов.

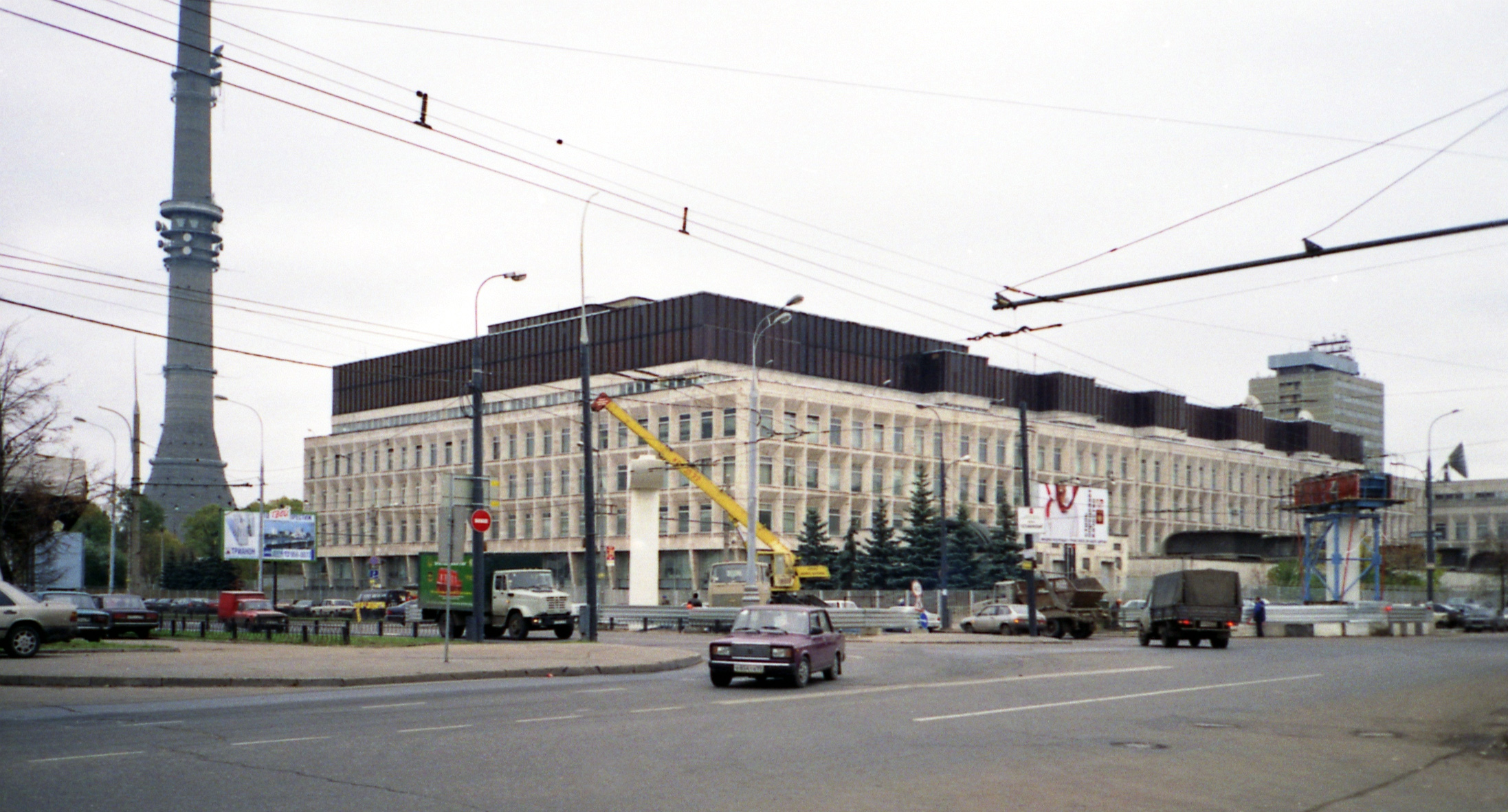
Здание аппаратно-студийного комплекса (АСК-3) на ул. Академика Королёва, 19 в Москве (2002)

В 1980 году Телевизионному техническому центру имени 50-летия Октября был передан Олимпийский телерадиокомплекс на ул. Академика Королёва, 19, ставший АСК-3, в котором разместились спортивная редакция Гостелерадио СССР, дикторский отдел ЦТ, Главная редакция информации ЦТ, главная дирекция программ и тематические главные редакции Центрального внутрисоюзного радиовещания, в нём осуществлялось вещание в прямом эфире информационная программа «Время» и «Новости», «Последние известия», информационные выпуски «Маяка», общественно-политические передачи Центрального внутрисоюзного радиовещания, осуществлялась запись последних, выдавались в эфир радиовещательные передачи, записанные в Государственном доме радиовещания и звукозаписи.

### Подведомственное предприятие РГТРК «Останкино» (1992—1993)
7 мая 1992 года телецентр стал подведомственным предприятием Российской государственной телерадиокомпании «Останкино», которая была создана 27 декабря 1991 года на базе Всесоюзной государственной телерадиовещательной компании. Часть производственных мощностей телецентра РГТРК стала использовать сама: в аппаратно-студийных блоках и блоках видеозаписи АСК-1 осуществлялась подготовка программ и фильмов дочерних организаций телерадиокомпании и других организаций («Телекомпания BИD», «Авторское телевидение», «Телекомпания REN-TV» и т. п.) по их заказу, из аппаратно-программных блоков АСК-1 телерадиокомпания осуществляла выпуск телепередач, фильмов и рекламы по 1-му и 4-му каналу Останкино, из аппаратно-программных блоков АСК-3 осуществлялась прямая передач дикторского текста теле- и радионовостей телерадиокомпании, выпуск радиопередач и прямая передача передача дикторского текста радиопрограмм «Радио-1», «Маяк» и «Радио России» ВГТРК.
Некоторая часть производственных мощностей стала использоваться другими организациями. Из аппаратно-программных блоков АСК-3 осуществлялся выпуск передач РТР (подготовка их осуществлялась в АСК-2, переданном ВГТРК сентября 1991 года), а также АОЗТ «Московская независимая вещательная корпорация» («ТВ-6 Москва»), телекомпании «Северная корона» и ТОО Фирма «Телеканал 2x2». Из аппаратно-программных блоков АСК-1 формировались передачи РМТРК «Москва», ТОО «Деловой мир», ЗАО «Европа плюс», станции «Деловая волна», СП «М-Радио», АОЗТ Независимая негосударственная телерадиокомпания «Резонанс».

### Самостоятельное предприятие (с 1993 года)
7 сентября 1993 года Телевизионный технический центр был выведен из-под контроля РГТРК «Останкино». Планировалось сделать его дочерним акционерным обществом «Российский государственный телерадиотехнический центр „Эфир“», однако данное акционерное общество не было создано. Указ Президента России от 6 октября 1995 года предписывал Правительству России преобразовать Телевизионный технический центр в государственное унитарное предприятие.
В настоящий момент из аппаратно-программных блоков выдачу телепередач в эфир осуществляют такие ведущие телевещательные организации страны, как АО «Первый канал», АО «Телекомпания НТВ», АНО «Общественное телевидение России», ООО «Национальный спортивный телеканал» и АО «Карусель», в аппаратно-студийных блоках подготовку телепередач осуществляют такие производители, как АО «Телекомпания ВИД», ООО «Красный квадрат», ООО Телекомпания «Останкино». Часть производственных мощностей аппаратно-студийных блоков телекино простаивали, так, в аппаратно-студийном блоке, в котором осуществлялось производство мультипликационных телефильмов Творческого объединения «Экран» на 1-м этаже АСК-1, в настоящий момент располагается операторский цех.
Со 2 марта 2008 года все информационные программы «Первого канала» («Время», «Новости», «Вечерние новости», «Однако») выходят из двух студий новостей — большой и малой. Дирекция информационных программ перестала использовать студийные кассеты и полностью перешла на компьютерный видеомонтаж.

## Технологические комплексы телецентра
Основные направления деятельности телецентра отражают четыре технологических комплекса:
Вещательный комплекс — автоматизированный эфирный комплекс «Первого канала» (в 1995—2002 годах — ОРТ), обеспечивающий выход программ на одиннадцати часовых поясах СНГ.
Ранее там же располагались аппаратно-программные блоки телеканалов:
- Первая программа ЦТ (1967—1991)
- Первая программа (1991—1992)
- 1-й канал Останкино (1992—1995)
- GMS (1994—1995)
- Вторая программа ЦТ (1967—1991)
- РТВ/РТР (1991—1997)
- Третья программа ЦТ (1967—1981)
- Московская программа ЦТ (1982—1991)
- Коммерческий телеканал/2x2 (1989—1997)
- Московская программа (1991—1992)
- МТК (1992—1997)
- Московия/ТВМ/Третий канал (1997—2003)
- ТВ Центр/ТВЦ (1997—2012)[34][35][36][37]
- Четвёртая программа ЦТ (1967—1988)
- Образовательная программа ЦТ (1988—1991)
- Образовательная программа (1991—1992)
- 4-й канал Останкино (1992—1994)
- Свежий ветер (1994—1996)
- Телеэкспо (1995—2003)
- Шестая программа ЦТ (1980—1991)
- Технический канал (1991—1993)
- Северная корона (1992—1994)
- ТВ-6/ТВС (1992—2003)[38][39][23][40]
- AMTV (1992—1996)
- 24 канал (1990—1999)
- 31 канал/М1 (1995—2000)
- М-49 (1993—1997)
- К-10 (1995—1996)
- Муз-ТВ (1996—2010)[41]
- Интерфакс ТВ (1996—1998)
- ТНТ (1997—2004)
- АРТ-Телесеть (1997—2003)
- Детский проект (2000—2001)
- 7ТВ (2001—2010)[42]
- ВКТ (2007—2015)
- ГКТ (1995—1997)
- Столица (1997—2011)
- Эрудит/Теленяня (2006—2010)

Комплекс телевизионного производства — в комплекс входят:
- аппаратно-студийные блоки
- внестудийные технические средства
- средства видеозаписи и монтажа
- средства озвучивания видеозаписей

Телекоммуникационный комплекс — содержит коммутационные аппаратные телецентра, внутренние линии передачи сигналов видео, звука, системы выхода на внешние каналы связи и распространения телевизионных и радиопрограмм.
Комплекс радиовещания — обеспечивает подготовку, формирование и выдачу в эфир радиопрограмм.

## Здание

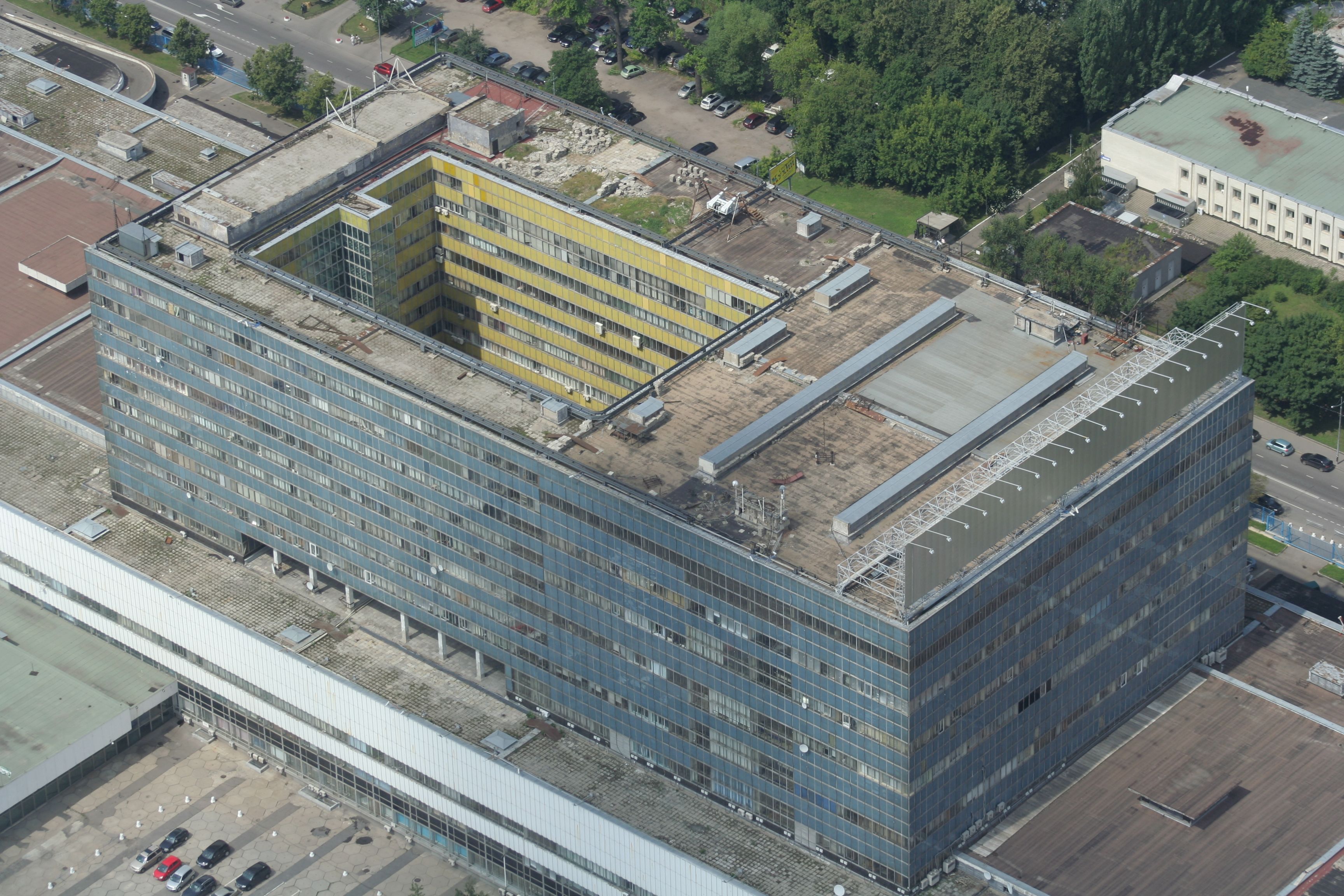
Здание телецентра «Останкино». Вид со смотровой площадки Останкинской телебашни. Съёмка 2009 года

13-этажное здание Останкинского телевизионного комплекса построено из стекла и бетона. Торец здания, выходящий на сторону Останкинского пруда, отличается от всех остальных фасадов. Объём здания превышает 1 млн м³. Общая высота здания — 55 метров, полезная площадь — 154 000 м². Авторы проекта здания — архитекторы Л. И. Баталов (руководитель коллектива), К. С. Шехоян, В. В. Жаров, Я. Я. Закарьян, Л. С. Соловьёв и инженер А. А. Левинштейн.

## Сегодня в телецентре «Останкино»

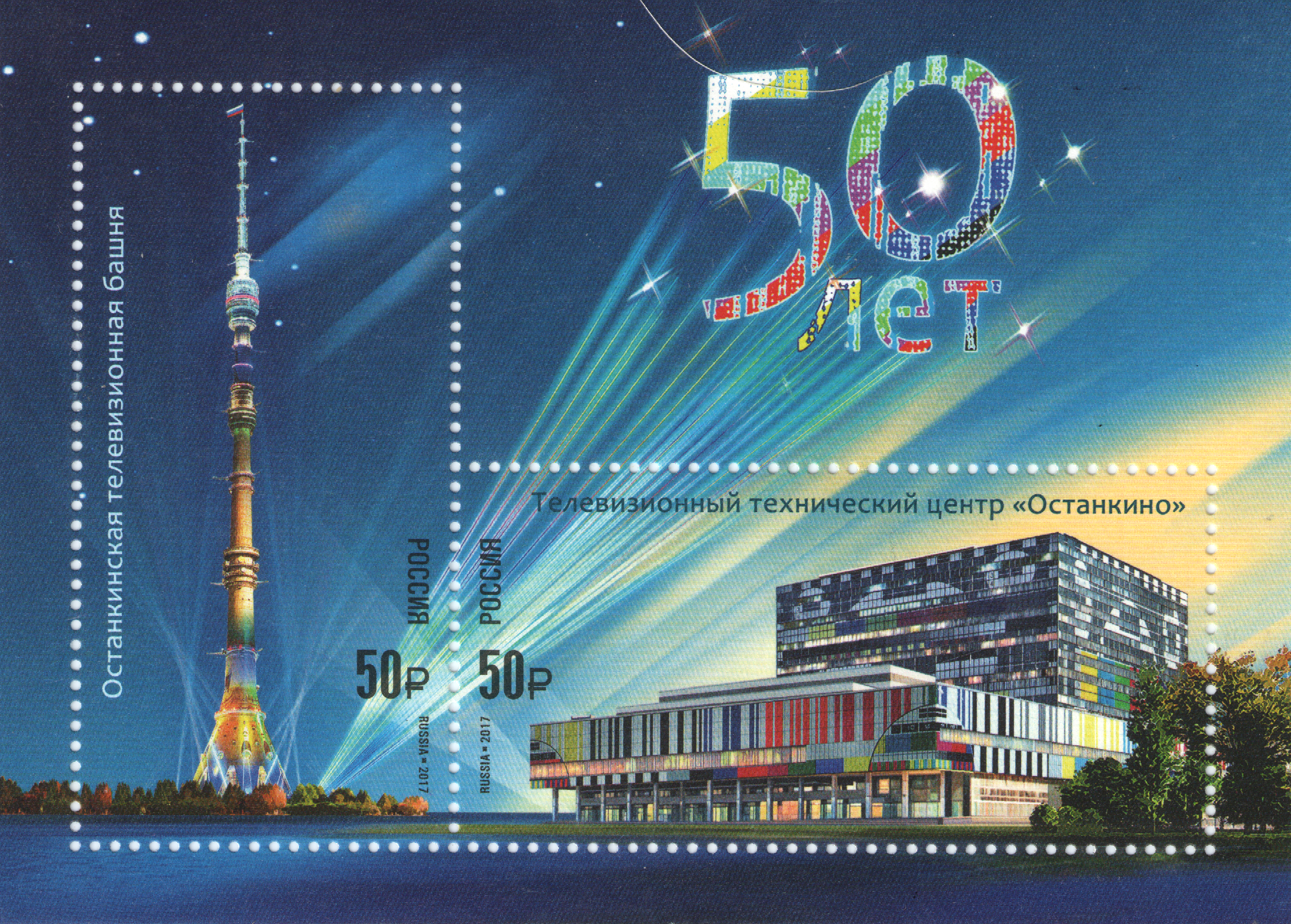
Почтовый блок в честь 50-летия Останкина

В 2005 году валовой доход ФГУП «ТТЦ „Останкино“» уже составил около одного миллиарда рублей, в 2008 году превысил 2 млрд рублей, в 2012 году достиг уровня 3 млрд, в 2014 году планировался рост до уровня 4 млрд рублей.
В помещениях телецентра постоянно работают:
- ОРТ/Первый канал (с 1995 года)[46]
- НТВ (с 1993 года)[46]
- Карусель (с 2010 года)
- ОТР (с 2013 года)
- Матч ТВ (с 2015 года)
- НТВ-Плюс (с 1996 года)[46][47]
- Ред Медиа (с 2005 года)
- Телекомпания «ВИД» (с 1990 года)
- Телекомпания «РТС»/«Останкино» (с 1997 года)
- Телекомпания «АСС-ТВ» (с 1999 года)
- Медиагруппа «Красный квадрат» (с 2007 года)

И ещё почти 200 вещательных компаний постоянно прибегают к техническим средствам телецентра.
На территории ТТЦ «Останкино» располагается Международный институт кино, телевидения и радиовещания (МИКТР).

## Генеральные директора
- Дмитрий Квок (1967—1970)[48]
- Валентина Железова (1970—1976)
- Игорь Ершов (1976—1988)
- Валерий Горохов (1988—2000)[49]
- Виктор Осколков (2000—2003)[50]
- Герасим Гадиян (2003)
- Михаил Белоусов (2003—2006)[51]
- Михаил Шубин (с 2006 года)[52]

## Происшествия

### События в телецентре «Останкино» 3 октября 1993 года
3 октября 1993 года перед зданием телецентра произошёл вооружённый конфликт между сторонниками Верховного Совета Российской Федерации и подразделениями Министерства обороны Российской Федерации и МВД РФ, унёсший жизни по меньшей мере 46 человек. Среди убитых были также иностранные журналисты (в частности, Рори Пек). От неустановленного взрыва внутри АСК-3, где находились бойцы отряда МВД «Витязь», погиб один боец (рядовой Николай Ситников, Герой Российской Федерации посмертно). По данным Генеральной прокуратуры Российской Федерации, сторонники Верховного Совета не причастны к гибели Ситникова и видеоинженера РГТРК «Останкино» Сергея Красильникова. В октябре 2016 года в память об убитом видеоинженере открыли мемориальную доску.
Пожар на Останкинской телебашне 27 августа 2000 года прервал вещание каналов телевидения на столицу и область на два дня. К вечеру 29 августа были восстановлены всё приёмные передатчики телесигнала. К 4 сентября каналы вещали уже в полную силу.

### Пожар 2005 года
11 апреля 2005 года в телецентре «Останкино» вспыхнул пожар. Сигнал о возгорании на втором этаже здания в помещении АСК-3 поступил в 18:42 по московскому времени. Пожар возник в студии телеканала «Муз-ТВ», располагавшейся на втором этаже. Из-за пожара не работали телеканалы «Муз-ТВ», «7ТВ» и несколько FM-радиостанций («Европа плюс»). При этом инцидент не отразился на работе центральных телеканалов — «Первого канала», «России» и «НТВ». Эти телеканалы продолжали вещание в привычном режиме, в то время как по «Муз-ТВ» вместо привычных музыкальных клипов демонстрировали художественные фильмы. От этого пожара пострадала студия телеканала «Муз-ТВ» из которой выходила основная часть передач, идущих в записи. Программа «Первого канала» «Время» в 21:00 вышла в эфир из резервной студии АСК-3 (в которой до 2001 года шли съёмки программы «Здесь и сейчас»), однако ночной выпуск «Времени» в 23:30 вышел в эфир уже из обычной студии.

### Пожар 2013 года
30 июля 2013 года в цехе декораций на втором этаже произошло возгорание на площади около 150 квадратных метров, наблюдались открытый огонь и дым. Изначально пожару был присвоен 4-й уровень сложности (из 5 возможных), позже — понижен до 2-го. Всего на его ликвидацию потребовалось менее одного часа. Полный ущерб был оценён в 120 000 рублей.
Вследствие пожара из здания телецентра было эвакуировано более тысячи сотрудников, никто не пострадал. Он никак не отразился на вещании центральных телеканалов, за исключением спутникового телеканала «НТВ-Плюс Футбол»: комментатор матча 3-го квалификационного раунда Лиги чемпионов УЕФА «Зенит» — «Норшелланн» Геннадий Орлов был эвакуирован. Трансляция встречи завершилась без комментария.

## Подразделения ТТЦ «Останкино»
- Учебный центр ТТЦ «Останкино»[65]
- Дата-центр и ЦОД ТТЦ «Останкино»[66]

## Награды
- Благодарность Президента Российской Федерации (24 октября 2017 года) — за большой вклад в развитие отечественного телевидения и радиовещания, многолетнюю плодотворную работу[67].